# Projection de Postel
Pour les articles homonymes, voir Postel.

L'emblème des Nations unies est obtenu par une projection de Postel de la Terre à partir du pôle nord.

La projection équidistante azimutale, aussi nommée projection de Postel, est une projection cartographique azimutale polaire équidistante pour les méridiens.
Pour sa réalisation, on applique en un point P du globe terrestre une feuille de papier plat, et on projette sur cette feuille tout point M de la sphère (sauf le point antipodal de P) en un point M' ayant le même azimut que M et situé à la même distance de P que M. Les distances le long des méridiens sont donc conservées. 
Cette projection est dite de Guillaume Postel car utilisée pour sa mappemonde Polo aptata nova charta universi de 1578,.
Elle déforme les surfaces, qui sont d'autant plus sur-représentées qu'elles se rapprochent du pôle Sud. Le faible nombre de masses continentales au sud de l'équateur, et la troncature des projections généralement admises pour exclure l'Antarctique, font que ce problème reste d'un impact minime.
Une utilisation célèbre de cette projection est celle de l'emblème et du drapeau des Nations unies,.